# Norsk Travkriterium
Le Norsk Travkriterium (Critérium de trot norvégien) est une course hippique de trot attelé se déroulant au mois de septembre (fin septembre ou début octobre avant 2010) sur l'hippodrome de Bjerke (no) à Oslo, en Norvège.
C'est une course de Groupe I réservée aux poulains de 3 ans qui se court sur la distance de 2 100 mètres. En 2024, l'allocation est de 1 470 000 NOK (environ 124 560 €), dont 650 000 NOK pour le vainqueur.

## Palmarès depuis 1982
| Année | Vainqueur                         | Père                      | Driver                   | Réd.km |
| ----- | --------------------------------- | ------------------------- | ------------------------ | ------ |
| 2024  | Nadal BR                          | Googoo Gaagaa             | Magnus Teien Gundersen   | 1'14"  |
| 2023  | Just Like Heaven                  | Maharajah                 | Magnus Teien Gundersen   | 1'12"7 |
| 2022  | Thai Michigan                     | Broadway Hall             | Lars Anvar Kolle         | 1'14"5 |
| 2021  | I.D. Exceptional                  | El Diablo B.R.            | Ole Johan Östre          | 1'14"4 |
| 2020  | High Flyer                        | Bold Eagle                | Erlend Rennesvik         | 1'13"  |
| 2019  | Custom Colt                       | Offshore Dream            | Svein-Ove Wassberg       | 1'14"  |
| 2018  | Stoletheshow                      | Dream Vacation            | Erlend Rennesvik         | 1'13"4 |
| 2017  | Hard Times                        | Coktail Jet               | Ulf Ohlsson              | 1'13"4 |
| 2016  | Schoking Superman                 | Orlando Vici              | Björn Goop               | 1'12"7 |
| 2015  | El Toro BR                        | Coktail Jet               | Tom Erik Solberg         | 1'15"2 |
| 2014  | Undone                            | Cigar Bar                 | Johan Herbjörn Undem     | 1'14"  |
| 2013  | Papagayo E                        | Coktail Jet               | Vidar Hop                | 1'14"4 |
| 2012  | Amir B                            | Standpoint                | Tor Wollebæk             | 1'14"2 |
| 2011  | Viking Frecel                     | Viking Kronos             | Vidar Hop                | 1'16"3 |
| 2010  | Muscles Wiking BR                 | Muscles Yankee            | Björn Goop               | 1'14"8 |
| 2009  | Bullchip                          | Angus Hall                | Vidar Hop                | 1'15"5 |
| 2008  | First Eleven L                    | Coktail Jet               | Vidar Hop                | 1'16"0 |
| 2007  | Lucky Buck                        | Buckaroo K.               | Vidar Hop                | 1'15"8 |
| 2006  | Tinita Love                       | Super News                | Geir Vegard Gundersen    | 1'15"3 |
| 2005  | Mystical News                     | Super News                | Frode Hamre              | 1'16"  |
| 2004  | Jetstile                          | Coktail Jet               | Geir Vegard Gundersen    | 1'14"7 |
| 2003  | Thai Tanic                        | Viking Kronos             | Vidar Hop                | 1'14"9 |
| 2002  | Hot Chili Pepper                  | Express Ride              | Frode Hamre              | 1'16"4 |
| 2001  | Millmaker                         | J.R. Broline              | Lars Anvar Kolle         | 1'16"9 |
| 2000  | Nimbus Goal                       | Armbro Goal               | Trond Skauen             | 1'15"6 |
| 1999  | Scott Springborne                 | Ata Star L.               | Björn Duestad            | 1'16"7 |
| 1998  | Trix Pedro                        | Tom Pedro                 | Gunnar Eggen             | 1'15"2 |
| 1997  | Sugarcane Volo                    | Sugarcane Hanover         | Hans Petter Tholfsen     | 1'16"1 |
| 1996  | Sir Volo                          | Supergill                 | Hans Petter Tholfsen     | 1'16"5 |
| 1995  | Gentle Star                       | Speedy Tomali             | Gunleif Tollefsen        | 1'15"5 |
| 1994  | Soir des Tibur                    | Tibur                     | Trond Skauen             | 1'15"1 |
| 1993  | Tamin Sandy                       | Speedy Tomali             | Björn Garberg            | 1'17"1 |
| 1992  | Supervision Lamitech Quality (DH) | Lindy's Crown Joie de Vie | Tor Wollebaek Atle Hamre | 1'17"  |
| 1991  | Super Dancer                      | Super Victory             | Leif Gustav Raae         | 1'17"  |
| 1990  | Shan Rags                         | Horton                    | Noralf Braekken          | 1'18"5 |
| 1989  | Glad Suit                         | Zoot Suit                 | Asbjörn Mehla            | 1'17"9 |
| 1988  | Cherie's Boy                      | Speedy Spin               | Gunnar Eggen             | 1'17"  |
| 1987  | Siggy Star                        | Glory Dream               | Gunnar Mehla             | 1'17"  |
| 1986  | Stocking                          | Glasgow                   | Boye Ölstören            | 1'20"6 |
| 1985  | Master Love                       | Blazing Love              | Tore Helge Larsen        | 1'20"3 |
| 1984  | Bonnie Key                        | Speedy Coaltown           | Atle Jostein Owre        | 1'20"6 |
| 1983  | Volo Expert                       | Charismatic               | Hans Petter Tholfsen     | 1'22"7 |
| 1982  | Superpedro                        | Soda Hill                 | Gunnar Eggen             | 1'20"2 |